# Panorama FM
Panorama FM foi uma emissora de rádio brasileira sediada no Rio de Janeiro, capital do estado homônimo. Operava no dial FM, na frequência 90.3 MHz, concessionada na cidade de Nilópolis. Foi extinta no ano de 1990, entrando em seu lugar a Opus 90 e, em seguida, a MPB FM no ano de 1994.

## História
Em 8 de dezembro de 1981, a emissora foi inaugurada na cidade de Nilópolis no estado do RJ,através do Sr. Julio Lourenço Filho, operava no dial 90,3 na ocasião era a pioneira no estado em operar no formato digital (CD e outras mídias), e com o slogan: A Primeira em Digital, novidade na década de 80 até então. 
10 anos depois, a rádio foi vendida para o Sistema Rio de Janeiro de Rádios (JB FM) que criou nela a erudita Opus 90 . Com a crise no sistema em  1º de maio de 1994, a emissora foi vendida para o Grupo O Dia, criando assim a romântica FM O Dia, após 4 anos em 1998 a FM O Dia transferiu a rádio para a outorga da extinta RPC FM, o que permitiu a restauração da Opus 90 novamente sob administração da JB, mas integrado ao Grupo O Dia. 
Já no ano 2000, com a extinção pela segunda vez da Opus 90, o Grupo O Dia criou a Nova FM (sem ligação com a rádio da capital paulista) no formato adulto romântico, no mesmo ano a emissora foi renomeada para MPB FM. Em 2005, o Grupo Bandeirantes adquiriu a emissora, mantendo a programação e a plástica até 31 de janeiro de 2017 quando foi extinta e substituída em 1º de fevereiro pela BandNews.
No ano de 2020, a Rádio Panorama FM volta a operar na web, adotando a programação adulta jovem (anos 70,80, 90 e 2000) e por conseguinte o resgate do seu tradicional logo, um cão da raça São Bernardo, com um aparelho de rádio pendurado no seu pescoço.